# Bullenhausen
Bullenhausen est un quartier de la commune allemande de Seevetal, dans l'arrondissement de Harbourg, Land de Basse-Saxe.

## Géographie
Bullenhausen se situe sur l'Elbe, au sud-est de Hambourg.

## Histoire
Depuis le 1er juillet 1972, la commune indépendante de Bullenhausen et 18 autres communes intègrent la commune de Seevetal.
Le 3 octobre 1975, le jumelage de Seevetal avec Decatur (Illinois) est officiellement scellée. Bullenhausen possède son propre club nautique.

## Personnalités
- Inge Meysel (1910–2004), actrice, vit et meurt à Bullenhausen.
- John Olden (1918–1965), réalisateur, producteur et scénariste, vit et meurt à Bullenhausen.

## Source, notes et références
- (de) Cet article est partiellement ou en totalité issu de l’article de Wikipédia en allemand intitulé « Bullenhausen » (voir la liste des auteurs).